# Культура боевых топоров
Культура боевых топоров, культура шнуровой керамики (нем. Schnurkeramik) — археологическая культура медного и бронзового веков, распространённая на обширных территориях Скандинавии, Центральной и Восточной Европы и датированная 3200 г. до н. э./2300 до н. э. — 2300 г. до н. э./1800 г. до н. э., так же, последняя общая культура из которой произошли славянские и кельтские племена.

## Территория
Охватывает большую часть континентальной Европы, за исключением стран средиземноморского и западного атлантического региона, где обитало доиндоевропейское население (лигуры, иберы и др., а также предки современных басков), и севера Скандинавии, где обитали носители языка, чьи слова ныне являются досаамским субстратом в языке саамов.

## Название
Название «боевых топоров» возникло благодаря обычаю этих людей класть в мужские могилы каменный боевой топор. Другие названия («шнуровой керамики» и «одиночных могил») основаны на характерном способе орнаментации керамики и погребальном обряде.

## Происхождение и развитие
Геномы представителей «культуры боевых топоров» имеют много общего (до 79 %) со степными геномами представителей ямной культуры (аутосомно) и гораздо меньше (21 %) — с геномами ранних жителей Европы (потомков палеолитических охотников и переселившихся ранее в Европу ближневосточных земледельцев), что было ранее доказано археологически (по А. Я. Брюсову, через носителей катакомбной культурно-исторической общности).
Определение соотношения изотопов углерода, кислорода, азота и стронция из зубов 60 мужчин, женщин и детей из семи захоронений культуры шнуровой керамики на юге Германии, показало, что 42 % останков были из других регионов Европы. На другом большом кладбище «пришлых» людей было 28 %. Вывод о высокой мобильности женщин культуры шнуровой керамики подтверждается и генетическими исследованиями. Возможно, в исследуемых сообществах существовала экзогамия, поэтому женщины выходили замуж в другие регионы. «Неместные» женщины ели больше растительной и молочной пищи, в то время как местные мужчины и женщины придерживались одинаковой диеты.
На западе включает в себя все области более ранней культуры воронковидных кубков и, очевидно, является её наследником (не обязательно единственным). На территории современных балтийских стран и Калининградской области культура шнуровой керамики, видимо, стала жуцевской культурой пришельцев, сменившей юго-западную часть нарвской культуры.

### Гипотезы о протокультуре
В первой половине XX в. была весьма популярна гипотеза о культуре шнуровой керамики как протокультуре праиндоевропейцев. Эта точка зрения была поколеблена работами Марии Гимбутас и её энергичным продвижением курганной гипотезы.
Культура шнуровой керамики в терминах теории Гимбутас может рассматриваться как «курганная» культура, возникшая в Европе в эпоху позднего неолита (в России культуры шнуровой керамики относят к энеолиту или ранней бронзе). Начало этой «курганизации», или индоевропеизации, примерно совпадает с культурой шаровидных амфор. (около 3400-2800 до н. э.) и баденской культурой (около 3600-2800 до н. э.), процесс, описываемый Гимбутас как вторая волна «вторжения» курганной культуры. См. также Гипотеза германского субстрата. Похоже, что в ранней фазе существовала большая неиндоевропейская общность, часть которой Гимбутас обозначила как Старая Европа. Впоследствии эта общность, возможно, становилась более индоевропейской.

## Хозяйство

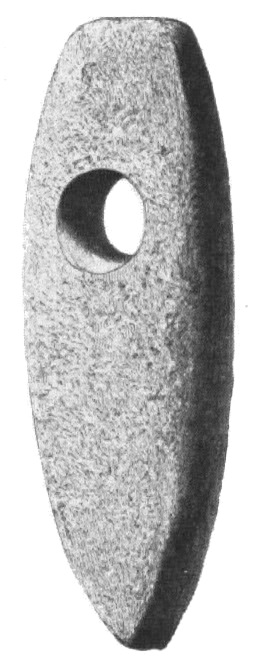
Поздний боевой топор из Готланда, Швеция

Характерны очень маленькие поселения и земледелие, схожее с культурой воронковидных кубков, а также содержание домашнего скота. Большинство, по-видимому, вело кочевой или полукочевой образ жизни. Использовался колёсный транспорт (предположительно с быками в качестве тягловой силы). Лошади, вероятно, дикие, в захоронениях были представлены тарпаном. Основным домашним животным была свинья.

## Могилы
Погребения делались глубиной около метра, без каких-либо внешних признаков, в скорченном положении; мужчины лежали на правом боку, женщины на левом, и те и другие лицом на юг. Могилы часто расположены в ряд. Многие отмечены небольшой насыпью. Могилы мужчин обычно содержат каменный боевой топор.
Существовавшая примерно в то же время культура колоколовидных кубков имела схожие погребальные традиции, и вместе эти две культуры занимали большую часть Западной и Центральной Европы.

## Антропологический тип
Для черепов носителей культуры характерна комбинация признаков, почти не встречавшаяся в материалах этих регионов в эпоху неолита: очень длинные, узкие, долихокранные, высокие черепа. В западных группах наблюдаются малый скуловой диаметр и средняя высота лица, тогда как в восточных лицевой скелет заметно шире и выше.

## Распространение индоевропейских языков
В настоящее время культуры шнуровой керамики рассматриваются (в том числе критиками курганной гипотезы) не как общий предок всех народов индоевропейской языковой семьи, а как одна из крупных ветвей данной семьи, а именно протобалтославян на востоке и протогерманцев, протокельтов и протоиталийцев на западе. Вероятнее всего, индоиранская общность в лице представителей синташтинской культуры, возникшей в ходе экспансии популяции из Восточной Европы, также может считаться потомком культуры  шнуровой керамики.

## Генетические связи
```
                                                           Боевых топоров---------
Среднеднепровская
                        
XXIII век до н.э.           ____________________________________|________________________|______________________________________                           
                       
Унетицкая
         |       
Мержановицкая
 |        |                |           |             |       
Фатьяновская

XVIII век до н.э.          |        
Нордическая
         | 
Ивенская
  
Стжижовская
          |           |        
Жуцевская
                                    
                           |             |              |   |           |                |           |             |                             
                           |             |              |   |           |                |           |             |  
XV век до н.э.    
Курганных погребений
   |            
Тшинецкая
--------
Комаровская
----
Сосницкая
      |             | 
                           |             |              |      \          |              |           |             |
XI век до н.э.      
Погребальных урн
---- | \ ---------
Лужицкая
  
Чернолесская
 ———— 
Лебедовская
        |             |
                      |         |        |  \           |         \       |          /   |           |             |
VIII век до н.э. 
Вилланова
  
Гальштатская
 | 
Ясторфская
 
Поморская
    \     
Милоградская
    | 
Штрихованной керамики
   |       
                      |         |        |        \     |      \  
Скифы
---|----------
Юхновская
-------|      
Самбийских курганов
           
III век до н.э.  
Атестинская
  
Латенская
---------
Пшеворская
-----
Зарубинецкая
--------------|           |             |
```

## Палеогенетика

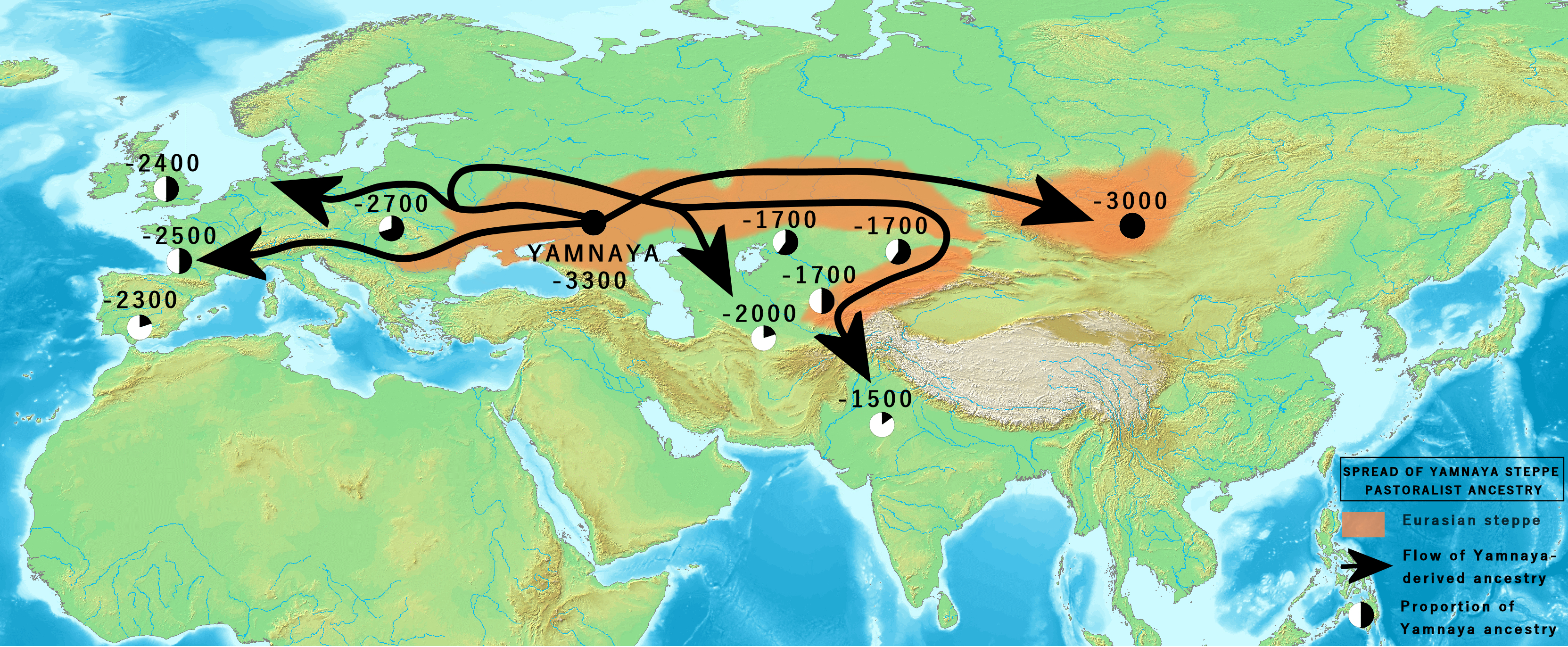
Распространение генетического компонента западных степных скотоводов в бронзовом веке

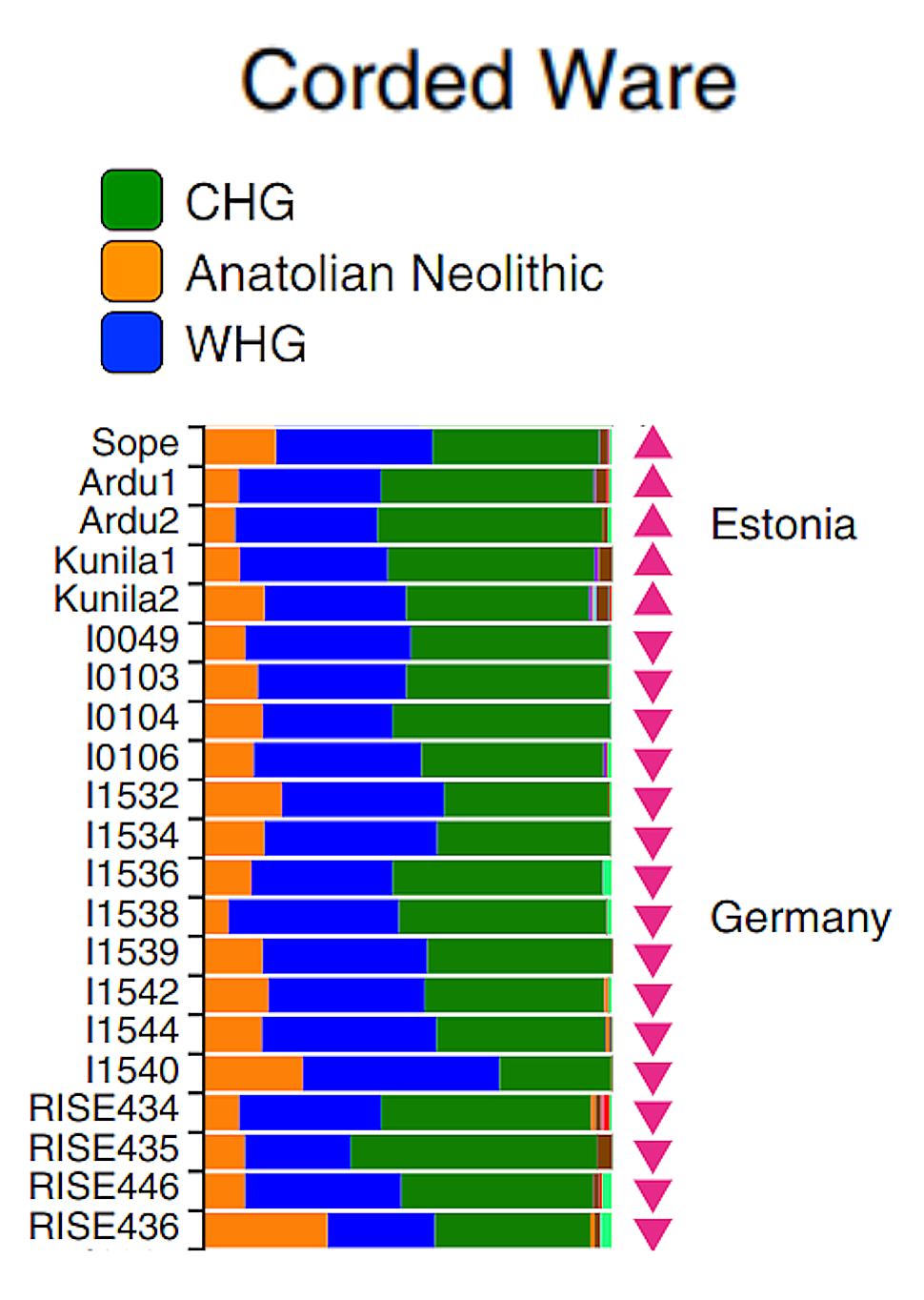
Генетические компоненты шнуровиков: ранние европейские земледельцы (AN), западноевропейские охотники-собиратели (WHG) и кавказские охотники-собиратели (CHG)

Генетически популяция культуры моделируется как результат смешения носителей ямной культуры (ок. 80%) с населением (ок. 20 %) культуры культуры шаровидных амфор (в свою очередь ставших результатом метизации ранних европейских земледельцев и западных охотников-собирателей). Анализ сегментов IBD показывает, что у шнуровиков и ямников были общие предки еще во 2-й половине IV тыс. до н. э.  Ранее серьезным аргументом против отождествления предковой популяции шнуровиков и ямников считалось различие Y-хромосомных гаплогрупп носителей этих культур. Для шнуровиков  более характерна гаплогруппа R1a-M417, а для ямников - субклады гаплогруппы R1b-M269. В последнее время научная значимость этого аргумента снизилась: у носителей культуры шнуровой керамики выявлены характерные для ямников субклады R1b-M269, в том числе главный ямный субклад R1b-Z2103 (в форме нисходящего субклада R1b-Z2108) и характерный для ямников и культуры колоколовидных кубков субклад R1b-L51. С другой стороны у носителей ямной культуры выявлено большое разнообразие y-хромосомных гаплогрупп. Так, у ямника (или протоямника) с территории Болгарии (образец I1456) отмечен субклад R1a-M417 (R1a1a1), также характерный для культуры шнуровой керамики. У данного индивида обнаружена существенная примесь генов европейских земледельцев (около 50 %), полученных от носителей культуры шаровидных амфор (как и у «шнуровиков»), а не от географически более близких трипольцев или балканских земледельцев. Этот индивид конца IV тысячелетия до н. э. мог быть представителем единой ямно-шнуровой популяции в момент её разделения. Различие в Y-хромосомных гаплогруппах шнуровиков и ямников можно объяснить генетическим «эффектом основателя», в условиях господства различных патрилинейных кланов на больших территориях. Разные y-хромосомные группы господствуют и в разных группах самой ямной культуры. Так, в ямной культуре Дона преобладает гаплогруппа I-L699, у ямников Калмыкии — R1b-L51, как и в культурах шнуровой керамики и колоколовидных кубков. 
У представителей культуры шнуровой керамики выявлены Y-хромосомные гаплогруппы I-M838 (I2a1a1b1b~), R-Z2108 (R1b1a1b1b3), R-M417 (R1a1a1), R-CTS4385 (R1a1a1a~), R-M417 (R1a1a1), R-S3479 (R1a1a1a~), R-L52 (R1b1a1b1a1), R-M269 (R1b1a1b), G-Z45043 (G2a2b1a1a1b), F, R-Z93>R-BY29826 (R1a1a1b2a2b1a), R1b, R-S3479 (R1a1a1a~), R-V1636 (R1b1a2), R-Z283>R-YP1368 (R1a1a1b1a3a4a~), R-CTS4385 (R1a1a1a~) и митохондриальные U5a1b, H2a1, H+16291, J1c2, H7d, W5a, U5b1c2, W3a1, W6a, T1a1, U5a1a1, U5a1a1, K1b2b, K1b2b, J1c1b1a, K1, H5a3, U5a2b3, U4b1a1a1, T2b33, K1a, HV, H3ao, T2a1b1, X2b4, W3a1c, U4, U5b1c2, U5b1c2, V2, J1c2e, K1a1b2a, U5a1g2, J1c5, K1b1a, J1c3+189, U4b1b2, U3a (supplementary table),  . 
У четырёх представителей шнуровой керамики из двух разных местонахождений (Арду и Кунила) в Эстонии определена Y-хромосомная гаплогруппа R1a1a1b-Z645. У одного из образцов дополнительно определена ветвь к R1a1a1b1-Z283 (других не тестировали).
Проанализированы останки пятерых мужчин, найденные в Германии в Эсперштедте. Все они оказались родственниками. Один из них был погребён в отдельной каменной гробнице. В 700-х метрах от неё были похоронены другие четыре человека. Культура боевых топоров, по предположениям палеогенетиков и археологов, возникла во многом на основе миграции населения с востока, причём в большей части именно мужского. Выявленная патрилокальность культуры говорит о том, что мужчины жили по несколько поколений на одном месте, но жён брали не из своего селения или племени, а старались искать в соседних сообществах. Мужчины были носителями гаплогрупп R(xR1b), R1a1, R1a, R1a1a1. Их жёны были носительницами гаплогрупп J1c5, U2e1a1, K1a1b2a и U4b1a1a1.
У двух образцов из Pikutkowo определена Y-хромосомная гаплогруппа I2a2a, а также митохондриальные гаплогруппы U5b2a2 и H6a1a. У образцов из юго-восточной Польши определены митохондриальные гаплогруппы U4b1b2, U5a1, U5a1a2a, U5b2b1a1, J1c2c, K1a4b, H, H2a2b, H7a, HV2a, I2, T1, T1a1, T2b, T2b11, L3c’d и Y-хромосомные гаплогруппы R, R1b1a1a2, R1b1a1a2a1a. По материнской линии особи связаны с более ранними неолитическими популяциями, тогда как на отцовской линии просматривается степное происхождение.
В Богемии зафиксирована резкая смена состава Y-хромосомных гаплогрупп при переходе от ранней культуры шнуровой керамики (Y-хромосомные гаплогруппы R1b, R1a, Q, I) к поздней культуре шнуровой керамики (R1a1a1-M417(xZ645)) и от поздней культуры шнуровой керамики к традиции колоколовидных кубков (R1b1a1a2a1a2-P312). У образца I13467 (Czech_Bohemia_CordedWare, 4467 л. н.) из Богемии определили Y-хромосомную гаплогруппу R1b1a1b1b3-Z2108 и митохондриальную гаплогруппу H+16291.

## Подгруппы

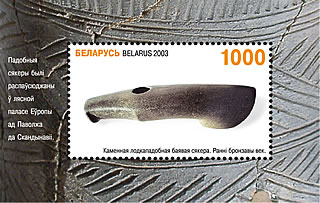
Каменный ладьевидный боевой топор. Ранний бронзовый век. Национальный музей истории и культуры Беларуси. Почтовая марка Белоруссии

Культура шнуровой керамики — боевых топоров имела довольно широкую территорию распространения и делилась на региональные варианты:
- культура одиночных погребений
- культура кубков с утолщённым дном — Нидерланды
- альпийская культура шнуровой керамики (свайных жилищ)
- центральногерманская культура шнуровой керамики
- богемско-моравская культура шнуровой керамики
- подкарпатская культура
- малопольская культура шнуровой керамики
- культура Злота
- культура ладьевидных топоров, или культура боевых топоров в узком смысле — Норвегия и Швеция
- жуцевская культура
- северобелорусская культура
- среднеднепровская культура
- фатьяновская культура
- балановская культура

### Культура шнуровой керамики

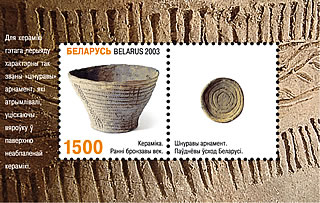
Шнуровой орнамент. Юго-восток Белоруссии. Керамика. Ранний бронзовый век. Национальный музей истории и культуры Беларуси. Почтовая марка Белоруссии

Памятники культуры шнуровой керамики, послужившей прототипом для культуры боевых топоров', обнаружены в Центральной Европе, в основном в Германии и Польше, и представляют собой характерную керамику: влажная глина украшалась отпечатками верёвок. Это относится главным образом к захоронениям, в могилах и мужчин и женщин находят характерно украшенную посуду. Это были льняные либо пеньковые верёвки.

### Голландская культура шнуровой керамики
Представляет собой ветвь культуры шнуровой керамики, иногда называемую культурой кубков с утолщённым дном. Памятники культуры обнаружены в Нидерландах и в нижнем течении Рейна на территории Германии. Для данной культуры характерна форма сосудов с расширяющимся горлом, S-образным профилем и плоским утолщённым дном. Сосуды украшались шнуровым орнаментом, отпечатками зубчатой лопаточки или насечками (при помощи рыбных косточек). Наблюдается также влияние на более позднюю культуру колоколовидных кубков.

### Шведско-норвежская культура боевых топоров

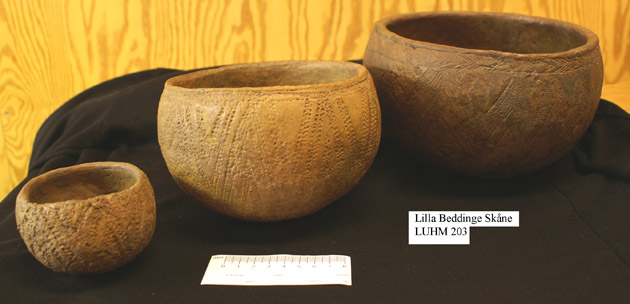
Шнуровая керамика из захоронения в Lilla Beddinge, Сконе, Швеция

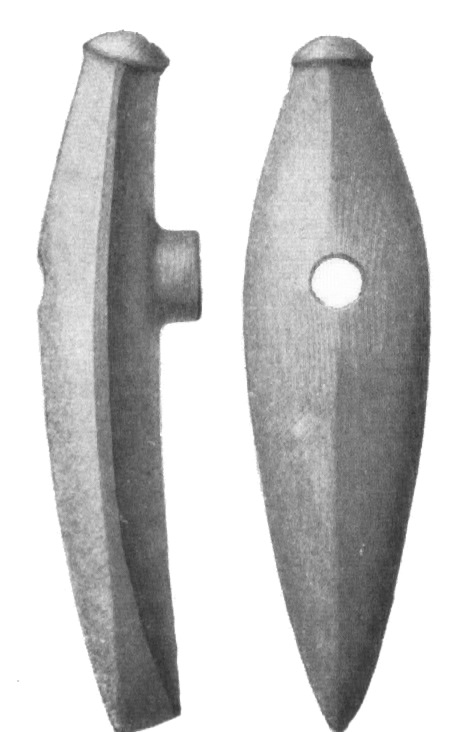
Ладьевидный боевой топор из Нерке, Швеция

Шведско-норвежская культура боевых топоров, или Культура ладьевидных топоров, возникла около 2800 до н. э. и известна по примерно 3000 могил от Сконе до Уппланд и Трёнделаг. Время их появления и распространения по Скандинавии названо Период раздробленных черепов, потому что к этому времени относятся находки захоронений людей с раздробленными черепами, причём не только мужчин, но и много женщин и детей (Lindquist 1993:43). Наступление этой культуры было насильственным и быстрым, наиболее вероятно, что оно произошло в результате индоевропейского вторжения (особенно протогерманского).
По всей Скандинавии найдено около 3000 боевых топоров, большей частью в северной Норвегии. Известно менее 100 поселений и их остатки незначительны, так как располагаются на местах, занятых фермами и подвергавшихся интенсивной распашке. Известны поселения за Полярным кругом.
Базировалась на тех же приёмах земледелия, что и предшествовавшая Культура воронковидных кубков, но использование металла изменило общественную систему. Это ознаменовалось тем фактом, что для культуры трубчатого кубка были свойственны коллективные мегалитические захоронения и обильные жертвоприношения, а для культуры боевых топоров характерны одиночные могилы и персональные жертвы.
В 1993 году в Туринге, Сёдерманланд, были произведены раскопки дома смерти, что дало новые факты. За тяжёлыми деревянными стенами были найдены остатки примерно двадцати глиняных сосудов, шесть рабочих топоров и один боевой, относящиеся к последнему периоду культуры. Кроме того, здесь же были найдены кремированные останки как минимум шести человек. Это самый ранний из известных примеров кремации в Скандинавии, показывающий близкие контакты с Центральной Европой.
Ввиду вторжения в этот регион германцев Эйнар Ёстмо подчёркивает, что атлантическое и североморское побережье Скандинавии, как и Прибалтика, вели оживлённую морскую торговлю, что было обусловлено более широким географическим распространением и более близким культурным единством, чем имели внутриконтинентальные культуры. Он указывает на широко разбросанные находки большого количества резных изделий из камня этой эпохи, на которых изображены «тысячи» кораблей. Для культур мореходов, подобных этой, море — это дорога, а не препятствие.

### Финская культура боевых топоров

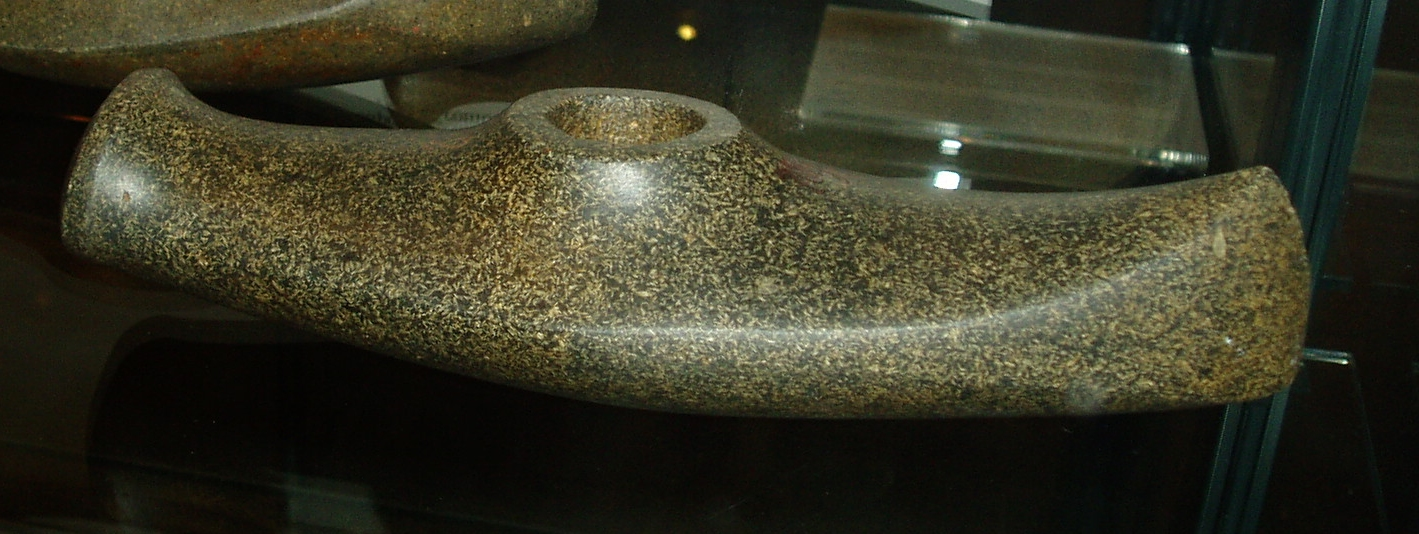
Ладьевидный боевой топор из Финляндии

Финская культура боевых топоров была изначально культурой охотников и собирателей, и в их поселениях этого периода сделано очень мало находок.

### Средний Днепр и культура Фатьяново-Баланово
Восточным форпостом культуры шнуровой керамики была среднеднепровская культура и фатьяновская культура в верховьях Волги. Иногда отдельно выделяют балановскую культуру, которую часть исследователей считает восточным вариантом фатьяновской. Среднеднепровская культура оставила крайне мало следов, однако занимала самый удобный путь в Центральную и Северную Европу из степей. Располагалась она, как видно из названия, по течению Днепра и его притоков примерно между Смоленском и Киевом. Синхронна катакомбной культуре Северного Причерноморья.

### Жуцевская культура
Представляла собой гибрид автохтонной нарвской культуры с пришлыми культурами шаровидных амфор и шнуровой керамики. Первоначально определялась как местный вариант культуры шнуровой керамики, однако более поздние исследования показали, что ее прототип сложился ещё до появления шнуровой керамики. В дальнейшем она эволюционировала в культуру самбийских курганов.